# October Tour
October Tour – druga trasa koncertowa grupy U2, która odbyła się na przełomie 1981 i 1982 r. Promowała drugi studyjny album grupy October, wydany w 1981 r. Program koncertów wypełniało osiem piosenek z October i pięć z poprzedniego albumu Boy.

## Przebieg trasy
Trasa była podzielona na 5 części: trzy obejmowały Europę, dwie - Amerykę Północną. Pierwsza część trasy rozpoczęła się w Irlandii w sierpniu 1981 i zakończyła w Berlinie w listopadzie tego samego roku. Po pierwszej części trasy U2 dali 23 koncerty w Ameryce Północnej; druga część trasy trwała od grudnia do lutego. Trzecia część trasy – od lutego do kwietnia – obejmowała łącznie 32 koncerty w Europie i Ameryce Północnej. Trasę wieńczyło 9 koncertów w Europie.